# Montfarville
Montfarville é uma comuna francesa na região administrativa da Normandia, no departamento Mancha. Estende-se por uma área de 5,41 km². Em 2010 a comuna tinha 832 habitantes (densidade: 153,8 hab./km²).